# Pachola

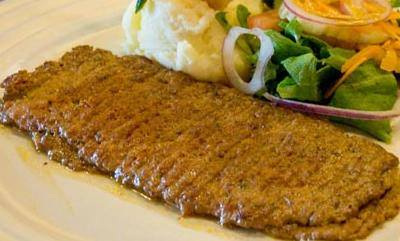
Pachola.

La pachola es un tipo de carne preparada en la cocina mexicana, originarias de la zona Altos de Jalisco que a pesar de disputar su lugar de origen con otros estados de la República Mexicana, se le conoce como platillo originario de varios municipios de Jalisco, como son; San Pedro Tlaquepaque, y Lagos de Moreno. Consiste en una tortita de carne picada o molida, aplanada y condimentada, la cual es hecha tradicionalmente usando un metate. La carne es mezclada con chile ancho molido, comino, ajo y pan, y sofrita en aceite. Las pacholas son cocinadas en comal, sartén, plancha o parrilla, a veces asada.